# Plicca
Plicca (in croato Plitka Sika) è uno scoglio disabitato della Croazia situato a ovest dell'isola di Premuda.
Amministrativamente appartiene alla città di Zara, nella regione zaratina.

## Geografia
Plicca si sviluppa parallelamente alla costa centro-occidentale di Premuda, da cui dista 385 m e chiude, nella parte centrale, il breve tratto di mare chiamato porto San Ciriaco (luka Krijal). Nel punto più ravvicinato, invece, dista dalla terraferma (punta Jurisnizza (rt Jurišnica), sulla costa dalmata) 41,2 km.
Plicca è uno scoglio di forma stretta e allungata, orientato in direzione nordovest-sudest che misura 200 m di lunghezza e 55 m di larghezza massima. Ha una superficie di 6727 m² e uno sviluppo costiero di 0,374 km.

### Isole adiacenti
- Creal (hrid Hripa), isolotto allungato situato 60 m circa a nordovest di Masarine.
- Masarine (hrid Masarine), isolotto allungato situato 70 m a nordovest di Plicca.
- Brasici (Bračići), coppia di scogli, il maggiore dei quali situato 320 m circa a sudest di Plicca.

### Cartografia
- (HR) Mappa topografica della Croazia 1:25000, su preglednik.arkod.hr.